# Fundación GoodPlanet
La Fundación GoodPlanet es una organización no gubernamental fundada por Yann Arthus-Bertrand en 2005, el apoyo al ecologismo y el desarrollo sostenible.

## Actividades
La Fundación GoodPlanet se dedica principalmente a la distribución de documentos pedagógicos y la organización de eventos para crear conciencia sobre la importancia del desarrollo sostenible (por ejemplo, la película de festival de ecología GoodPlanet en Río, la exposición 6 millardos de otros (6 mil millones de otros, ahora ya con el nombre de 7 mil millones), conferencias, eventos para empresas).
Crea pósters para instituciones educativas sobre temas como el desarrollo sostenible, la biodiversidad y bosques.
Coordina sus acciones en los sitios actioncarbone.org. y goodplanet.info.
Financia proyectos escolares y proyectos de conservación de medio ambiente.
En 2009, el alcalde de Burdeos, Alain Juppé, fue elegido vicepresidente.
En 2014 se presentó la exposición "Catalunya des del Cel" con el apoyo de la Generalidad de Cataluña.
En 2015 se encargó de la distribución de la película Human.